# Понте Сан Марко
Понте Сан Марко (итал. Ponte San Marco) је насеље у Италији у округу Бреша, региону Ломбардија.
Према процени из 2011. у насељу је живело 2417 становника. Насеље се налази на надморској висини од 148 м.